# Alfons Milà

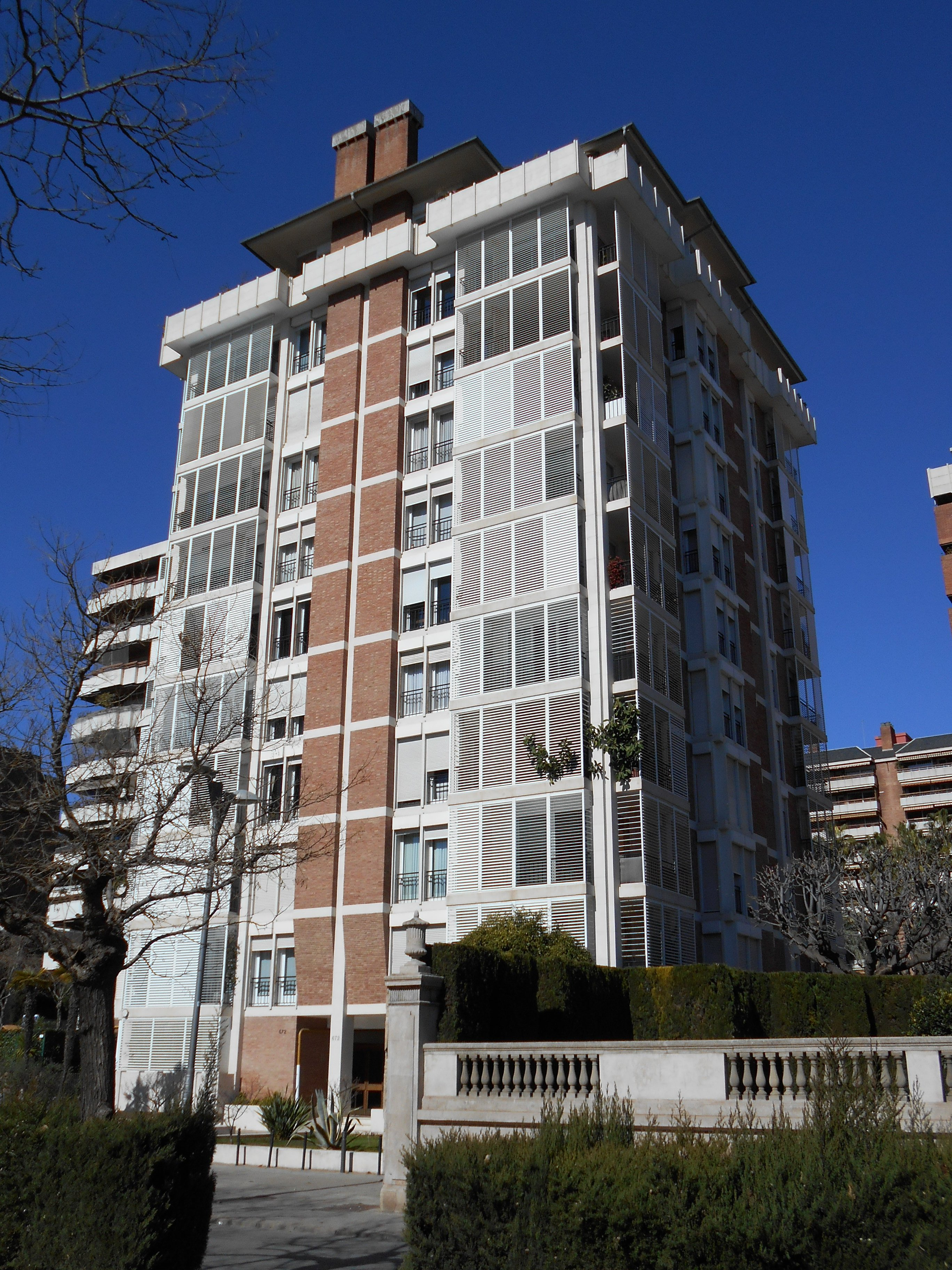
Edificio Monitor (1968-1970), de Federico Correa y Alfons Milà.

Alfons Milà i Sagnier (Barcelona, 16 de enero de 1924 - 26 de mayo de 2009) fue un arquitecto español. Titulado en Barcelona en 1952, trabajó asociado con Federico Correa. Entre sus obras destacan el proyecto de remodelación de la Plaza Real de Barcelona (1985), el Anillo Olímpico de Montjuïc (1984) y la nueva sede de la Diputación de Barcelona (1985-1987). Desde 1979 fue profesor en la ETSAB. Hijo del político José María Milá Camps, hermano del diseñador industrial Leopoldo Milá Sagnier y del abogado José Luis Milá Sagnier, y por tanto tío de los periodistas Mercedes y Lorenzo Milá.

## Obra
- 1955 Casa Villavecchia (Cadaqués)
- 1958 Casa en Esplugas (Esplugas de Llobregat)
- 1959 Agencia de la Caixa d'Estalvis de Catalunya (Barcelona)
- 1961 Restaurante Reno (Barcelona)
- 1962 Casa Rumeu (Cadaqués)
- 1962 Proyecto ETADE (Barcelona)
- 1963 Casa Correa (Cadaqués)
- 1963 Fábrica Montesa (Esplugas de Llobregat)
- 1963-64 Fábrica Godó i Trias (Hospitalet de Llobregat)
- 1964 Casa Milà (Esplugas de Llobregat)
- 1966-70 Torre "La Talaia" (Barcelona) (con José Luis Sanz)
- 1968-70 Edificio Monitor (Barcelona)
- 1969 Tienda Olivetti (Badalona)
- 1970 Restaurante Flash-Flash (Barcelona)
- 1972 Oficinas Medir i Ferrer (Barcelona)
- 1972 Vestíbulo y Oficinas de la Fábrica Oasis (Martorell)
- 1973 Tienda Furest (Avenida Pau Casals) (Barcelona)
- 1973 Local Social del Club Golf del Prat (El Prat de Llobregat)
- 1973 Oficinas Uniland (Barcelona)
- 1974 Restaurante Il Giardinetto (Barcelona)
- 1975 Local Social del Club Tenis Barcelona (Barcelona)
- 1976 Tienda Furest (Avenida Diagonal) (Barcelona)
- 1978 Banca Masaveu (Barcelona)
- 1980 Restaurante Set Portes (Barcelona)
- 1981 Reforma Plaza Real (Barcelona)
- 1982-89 Edificio Habitat (Metro-3) (Barcelona)
- 1985-87 Casa Serra, Diputación de Barcelona (Barcelona) (con Francesc Ribas y Javier Garrido)
- 1985-92 Plan General del Anillo Olímpico de Montjuïc (Barcelona)
- 1986-89 Estadio Olímpico Lluís Companys (Barcelona) (con Vittorio Gregotti, Carles Buxadé y Joan Margarit)
- 1989-92 Edificio de Viviendas Joan d'Àustria (Barcelona)
- 1997-02 Museo Episcopal de Vich (MEV) (Vich)